# Fate/Zero
《Fate/Zero》（中文：命運/零話），是一部2006年12月29日由TYPE-MOON公司發行的傳奇小說（輕小說），作者為Nitro+所屬的虛淵玄，人物設計與插畫為TYPE-MOON所屬的武内崇。
本作本應是奈須蘑菇創作的視覺小說電腦遊戲《Fate/stay night》的前傳， 但因細節與人物性格與本傳stay night有所衝突而被奈須蘑菇修正為 「Zero是與stay night同樣條件，卻有著微妙差異的平行世界」。故事描寫發生於《Fate/stay night》十年前的「第四次聖杯戰爭」，故事圍繞著《Fate/stay night》主角群的前一世代依次展開。在讀賣新聞社主辦的2015年SUGOI JAPAN Award「最想向海外介紹的日本流行文化」評選中獲得輕小說部門第6名。
電視動畫版由ufotable製作，這是該公司繼『空之境界』系列後第二度將TYPE-MOON作品製作成動畫。2011年10月起播出前半部，2012年4月起播出後半部。

## 作品軌跡
早在2004年《Fate/stay night》遊戲的外傳《Fate/hollow ataraxia》仍在製作時，製作單位便已向虛淵玄提議創作官方外傳小說（此設定後被修正成同人小說由於zero和本傳差異過多），並決定以上一輪的聖杯戰爭（第四次聖杯戰爭）為主題，由TYPE-MOON發行單行本。在Comic Market 71的TYPE-MOON企業攤位先行發售了第一冊「第四次聖杯戰爭秘話」，附有會場限定的設定資料集、畫冊、別冊《material/Zero》以及特製紙袋等特典，全4冊。翌年2007年1月13日開始在秋葉原的同人誌店舖首賣，並迅速售罄。由於同人誌的性質，這一批書本並沒有ISBN，也因此成為極難蒐集的逸品。
2011年1月，由星海社文庫（星海社）正式發行文庫版，全6冊，並更換了嶄新的插圖。臺灣尖端出版代理的繁體中文版，便是基於文庫本翻譯的。
2010年12月21日，TYPE-MOON公佈《Fate/Zero》將進行電視動畫化的消息，製作公司為ufotable，並於2011年10月1日首播。動畫共有25集，以分割放送的方式播出：前半部共13集，播映時間為2011年10月-12月；後半部共12集，播映時間為2012年4月-6月。

## 故事大綱
根据《Fate/stay night》原作者奈須蘑菇的说明，相對於《Fate/stay night》是少年少女面對慘烈逆境的故事，虛淵玄則是在《Fate/Zero》中講述魔術師和英靈們拚上性命互相廝殺的激烈混戰。對於期待看到更多血和淚的觀眾來說，這裏所表現的是以生存競爭為本質的，真正的「圣杯战争」。Fate就是命運，Zero象徵著起源、不可逆的輪迴。Fate/Zero就是不可挽回，有如銜尾蛇無限圓心運動般的命運。
聖杯是一種萬能的許願機，它承認的使用者只有一個，御主（マスター，Master）必須與七種職階的從者（サーヴァント，Servant）之一立下契約，在戰爭中打敗其他陣營的參戰者，以證明自己是有資格擁有聖杯的人，方可得到聖杯的使用權。《Fate/Zero》是以描述「第四次聖杯戰爭」為主的故事，而系列原著《Fate/stay night》則是十年後的「第五次聖杯戰爭」。
虽未点明第四次聖杯戰爭的发生日期，但动画第3话曾出现第42任美国总统克林顿（任期：1993年1月20日—2001年1月20日）的畫面。

## 劇情內容
在虛構的日本地方都市・冬木市，有7組魔術師「御主」驅策各自召喚來的傳說中的人物（英靈）做為「從者」，週而復始地進行「聖杯戰爭」。過去歷經三次聖杯戰爭，從未出現能使用聖杯力量的人。
1990年秋天，第四次聖杯戰爭開始。
- 主角「衛宮切嗣」接受魔術師的名門愛因茲貝倫（アインツベルン）家族的徵召，召喚劍兵（セイバー，Saber）職階的從者，與妻子「愛麗絲菲爾·馮·愛因茲貝倫」、助手「久宇舞彌」一道投身聖杯戰爭。基於自身過去的經歷，切嗣欲以聖杯實現世界和平，迫切求勝的他奉行冷酷無情的行動方針。

其他參戰的御主有：
- 來自英國魔術師總部「時鐘塔」的「肯尼斯·艾爾梅洛伊·阿其波卢德」及其學生「維瓦·维爾维特」，分別操縱槍兵（Lancer）、騎兵（Rider）。
- 定居於冬木市的「遠坂時臣」及其弟子「言峰綺禮」，分別操縱弓兵（Archer）、暗殺者（Assassin）。
- 痛恨遠坂的速成魔術師「間桐雁夜」，操縱狂戰士（Berserker）。
- 最後參戰的是連續殺人魔「雨生龍之介」，操縱法師（Caster）。

切嗣主打牽制戰，運用槍械一類的熱兵器作戰，拒絕進行堂堂正正的魔術師對決。不擇手段的作風，使其主從關係相當惡劣，彼此信任蕩然。其後，他們與其他陣營合作打敗法師陣營，又解決了槍兵陣營。另一方面，遠坂陣營發生內亂，綺禮在弓兵的慫恿下殺害時臣，並與弓兵締結新契約。綺禮又唆使間桐陣營綁走聖杯的容器－人造人愛麗絲菲爾，舞彌則在反抗中遇害。
其後，騎兵被弓兵擊敗，狂戰士被劍兵擊敗。切嗣與綺禮做為僅存的御主，展開對決。儘管切嗣贏得勝利並獲得聖杯，但聖杯的真相與他的想像相去甚遠。聖杯只能通過毀滅人類來實現世界和平。失望的切嗣命令劍兵摧毀聖杯，不料導致聖杯的力量化作污泥外溢，引發大火，燒毀大部分的冬木市，死傷枕藉。在切嗣尚未告知聖杯的本質、意義之前，劍兵也因為戰爭結束而消失。
失去一切的切嗣，在火災中救出一名奄奄一息的男孩「士郎」，將他收為養子。另一方面，弓兵與綺禮受到聖杯污泥的影響，在現世原地復活。魔術師御三家－愛因茲貝倫、遠坂、間桐都錯過聖杯，靜靜地等待下次的機會。殘留的禍根與因緣，就這樣逐漸結成十年後第五次聖杯戰爭的惡果。

## 出版書籍

### 小說
單行本
- Vol.1「第四次圣杯战争秘话」

2006年12月29日發售， 解說：奈須蘑菇
- Vol.2「王者们的狂宴」

2007年3月31日發售， 解說：東出祐一郎
- Vol.3「散落而去的人们」

2007年7月27日發售， 解說：田中羅密歐
- Vol.4「煉獄之炎」

2007年12月29日發售，解說：奈須蘑菇
文庫版
| 集數 | 星海社 | 星海社        | 星海社                 | 尖端出版           | 尖端出版      | 尖端出版               | 99读书人  | 99读书人               |
| 集數 | 標題   | 發售日期      | ISBN                   | 標題               | 發售日期      | ISBN                   | 发售日期  | ISBN                   |
| ---- | ------ | ------------- | ---------------------- | ------------------ | ------------- | ---------------------- | --------- | ---------------------- |
| 1    |        | 2011年1月11日 | ISBN 978-4-06-138903-8 | 第四次聖杯戰爭祕譚 | 2013年11月8日 | ISBN 978-957-10-5358-5 | 2018年1月 | ISBN 978-7-02-013406-9 |
| 2    |        | 2011年2月9日  | ISBN 978-4-06-138904-5 | 英靈齊聚           | 2014年1月8日  | ISBN 978-957-10-5405-6 | 2018年1月 | ISBN 978-7-02-013405-2 |
| 3    |        | 2011年3月10日 | ISBN 978-4-06-138906-9 | 眾王的狂宴         | 2014年2月4日  | ISBN 978-957-10-5496-4 | 2018年1月 | ISBN 978-7-02-013403-8 |
| 4    |        | 2011年4月7日  | ISBN 978-4-06-138908-3 | 往逝之人           | 2014年3月20日 | ISBN 978-957-10-5520-6 | 2018年1月 | ISBN 978-7-02-013407-6 |
| 5    |        | 2011年5月10日 | ISBN 978-4-06-138910-6 | 黑暗的胎動         | 2014年4月11日 | ISBN 978-957-10-5521-3 | 2018年1月 | ISBN 978-7-02-013402-1 |
| 6    |        | 2011年6月10日 | ISBN 978-4-06-138912-0 | 煉獄之炎           | 2014年5月5日  | ISBN 978-957-10-5563-3 | 2018年1月 | ISBN 978-7-02-013408-3 |

### 漫畫

#### Fate/Zero
| 集數 | 角川書店       | 角川書店                         | 台灣角川       | 台灣角川               |
| 集數 | 發售日期       | ISBN                             | 發售日期       | ISBN                   |
| ---- | -------------- | -------------------------------- | -------------- | ---------------------- |
| 1    | 2011年9月1日   | ISBN 978-4-04-715771-2           | 2012年5月10日  | ISBN 978-986-287-726-5 |
| 2    | 2011年9月30日  | ISBN 978-4-04-715787-3           | 2012年7月21日  | ISBN 978-986-287-849-1 |
| 3    | 2012年3月19日  | ISBN 978-4-04-900815-9（限定版） | 2012年12月7日  | ISBN 978-986-325-088-3 |
| 3    | 2012年3月31日  | ISBN 978-4-04-715819-1           | 2012年12月7日  | ISBN 978-986-325-088-3 |
| 4    | 2012年9月29日  | ISBN 978-4-04-120401-6           | 2013年2月21日  | ISBN 978-986-325-226-9 |
| 5    | 2013年1月31日  | ISBN 978-4-04-120563-1           | 2013年10月24日 | ISBN 978-986-325-660-1 |
| 6    | 2013年7月2日   | ISBN 978-4-04-120800-7           | 2014年4月19日  | ISBN 978-986-325-908-4 |
| 7    | 2014年2月4日   | ISBN 978-4-04-120991-2           | 2015年3月21日  | ISBN 978-986-366-410-9 |
| 8    | 2014年9月26日  | ISBN 978-4-04-102022-7           | 2015年7月17日  | ISBN 978-986-366-618-9 |
| 9    | 2014年12月29日 | ISBN 978-4-04-102023-4           | 2016年2月3日   | ISBN 978-986-366-951-7 |
| 10   | 2015年6月26日  | ISBN 978-4-04-103086-8           | 2016年5月19日  | ISBN 978-986-473-079-7 |
| 11   | 2015年11月4日  | ISBN 978-4-04-103087-5           | 2016年11月14日 | ISBN 978-986-473-391-0 |
| 12   | 2016年6月25日  | ISBN 978-4-04-104168-0           | 2017年6月8日   | ISBN 978-986-473-740-6 |
| 13   | 2016年12月31日 | ISBN 978-4-04-104169-7           | 2018年4月19日  | ISBN 978-957-564-163-4 |
| 14   | 2017年8月26日  | ISBN 978-4-04-105796-4           | 2018年4月19日  | ISBN 978-957-564-164-1 |

#### Fate/Zero 黑
| 集數 | 角川書店     | 角川書店               | 台灣角川     | 台灣角川               |
| 集數 | 發售日期     | ISBN                   | 發售日期     | ISBN                   |
| ---- | ------------ | ---------------------- | ------------ | ---------------------- |
| 全   | 2013年7月2日 | ISBN 978-4-04-120799-4 | 2015年2月7日 | ISBN 978-986-366-339-3 |

#### Fate/Zero 短篇漫畫精選集
| 集數       | 角川書店       | 角川書店               | 台灣角川      | 台灣角川               |
| 集數       | 發售日期       | ISBN                   | 發售日期      | ISBN                   |
| ---------- | -------------- | ---------------------- | ------------- | ---------------------- |
| 開戰篇（開戦編） | 2011年3月23日  | ISBN 978-4-04-715662-3 | 2013年3月21日 | ISBN 978-986-325-166-8 |
| 群雄篇（群雄編） | 2011年9月21日  | ISBN 978-4-04-715782-8 | 2013年3月21日 | ISBN 978-986-325-229-0 |
| 亂雲篇（乱雲編） | 2011年11月19日 | ISBN 978-4-04-120003-2 | 2013年5月4日  | ISBN 978-986-325-336-5 |
| 決戰篇（決戦編） | 2012年5月24日  | ISBN 978-4-04-120236-4 |               |                        |

## 电视动画

### 工作人员
- 監督 - 蒼井啟
- 人设原案 - 武内崇
- 劇本 - 佐藤和治、檜山彬、吉田晃浩（日语：吉田晃浩）、實彌島巧
- 角色设计 - 須藤友德（日语：須藤友徳）、碇谷敦
- 色彩設計 - 千葉絵美
- 美術監督 - 衛藤功二
- 撮影監督 - 寺尾優一
- 3D監督 - 宍戸幸次郎
- 音乐 - 梶浦由記
- 动画制作 - Ufotable

### 主题曲
第1季
片头曲
「oath sign（誓言的標誌）」（第2話 - 第10話、第12話 - 第13話）
作詞、作曲：渡邊翔，編曲：とく，演唱：LiSA
片尾曲
「MEMORIA（記憶）」（第2話 - 第13話）
作詞：Eir、安田史生，作曲：安田史生，編曲：下川佳代，演唱：藍井艾露
第2季
片頭曲
「to the beginning（前往開始之處）」（第14話 - 第17話、第20話 - 第23話）
作詞、作曲、編曲：梶浦由記，演唱：Kalafina
片尾曲
「風在蒼穹高處歌唱）」（第14話 - 第17話、第20話 - 第24話）
作詞、作曲：梶浦由記，編曲：森空青，演唱：春奈露娜
（第18、19話）
作詞、作曲、編曲：梶浦由記，演唱：Kalafina

### 各話標題
| 話數       | 日文標題  | 中文標題       | 分鏡       | 演出                   | 作畫監督                                               | 原作章節     |
| 第一季     | 第一季    | 第一季         | 第一季     | 第一季                 | 第一季                                                 | 第一季       |
| ---------- | --------- | -------------- | ---------- | ---------------------- | ------------------------------------------------------ | ------------ |
| 第一話     |           | 英靈召喚       | 蒼井啟     | 蒼井啟                 | 須藤友德、碇谷敦                                       | 第1卷        |
| 第二話     |           | 虛偽的戰端     | 恒松圭     | 恒松圭                 | 須藤友德、碇谷敦                                       | 第1卷        |
| 第三話     |           | 冬木之地       | 笹島啓一   | 恒松圭                 | 須藤友德、碇谷敦                                       | 第1卷        |
| 第四話     |           | 魔槍之刃       | 原隆史     | 原隆史                 | 清水慶太                                               | 第1卷        |
| 第五話     |           | 凶獸咆吼       | 須藤友德   | 須藤友德               | 須藤友德、碇谷敦                                       | 第1卷        |
| 第六話     |           | 謀略之夜       | 笹島啟一   | 野中卓也               | 茂木貴之                                               | 第2卷        |
| 第七話     |           | 魔境之森       | 野中卓也   | 野中卓也               | 茂木貴之                                               | 第2卷        |
| 第八話     |           | 魔術師殺手     | 蒼井啟     | 蒼井啟 野中卓也 恒松圭 | 高橋拓朗、碇谷敦 茂木貴之、白井俊之 須藤友德           | 第2卷        |
| 第九話     |           | 御主與從者     | 原隆史     | 原隆史                 | 小船井充                                               | 第2卷        |
| 第十話     |           | 凜的冒險       | 檜山彬     | 小笠原篤               | 菊池隼也                                               | 第2卷        |
| 第十一話   |           | 聖杯問答       | 福山大     | 福山大                 | 清水慶太                                               | 第2卷        |
| 第十二話   |           | 聖杯的邀請     | 野中阿斗   | 野中阿斗               | 茂木貴之                                               | 第3卷        |
| 第十三話   |           | 禁斷的狂宴     | 宇田明彥   | 宇田明彥               | 碇谷敦、須藤友德                                       | 第3卷        |
| 第二季     |           |                |            |                        |                                                        |              |
| 第十四話   |           | 未遠川血戰     | 恒松圭     | 恒松圭                 | 碇谷敦、須藤友德                                       | 第3卷        |
| 第十五話   |           | 黃金的光輝     | 笹島啓一   | 三浦貴博               | 碇谷敦、須藤友德                                       | 第3卷        |
| 第十六話   |           | 榮譽的盡頭     | 原隆史     | 原隆史                 | 白井俊行                                               | 第3卷        |
| 第十七話   |           | 第八的契約     | 野中卓也   | 野中卓也               | 茂木貴之                                               | 第3卷、第4卷 |
| 第十八話   |           | 遙遠的記憶     | 原隆史     | 原隆史                 | 菊池隼也                                               | 第4卷        |
| 第十九話   |           | 正義之所在     | 三浦貴博   | 三浦貴博               | 清水慶太                                               | 第4卷        |
| 第二十話   |           | 暗殺者的歸來   | 笹島啓一   | 野中阿斗               | 藤崎靜香、碇谷敦                                       | 第4卷        |
| 第二十一話 |           | 雙輪的騎士     | 蒼井啟     | 宇田明彥               | 高橋拓朗、白井俊行                                     | 第4卷        |
| 第二十二話 |           | 此世界全部之惡 | 室井富美江 | 野中卓也               | 茂木貴之                                               | 第4卷        |
| 第二十三話 |           | 盡頭之海       | 恒松圭     | 恒松圭                 | 碇谷敦、須藤友德                                       | 第4卷        |
| 第二十四話 |           | 最後的令咒     | 蒼井啟     | 蒼井啟                 | 菊池隼也、清水慶太 白井俊行、藤崎静香 須藤友德、碇谷敦 | 第4卷        |
| 第二十五話 | Fate/Zero | Fate/Zero      | 蒼井啟     | 蒼井啟 恒松圭 野中卓也 | 須藤友德、碇谷敦                                       | 第4卷        |

### 播放電視台
日本深夜動畫：下文記載的日本国内播放時間使用日本標準時間（UTC+9）表示。因為部分時間标识會採用30小时制，因此請留意这类超过24:00的时间，其實際播放時間為翌日清晨。
| 播放地區              | 播放電視台            | 播放日期                      | 播放時間                                            | 所屬聯播網 | 備註                                            |
| 第一期                | 第一期                | 第一期                        | 第一期                                              | 第一期     | 第一期                                          |
| --------------------- | --------------------- | ----------------------------- | --------------------------------------------------- | ---------- | ----------------------------------------------- |
| 東京都                | TOKYO MX              | 2011年10月1日－12月24日       | 星期六 24時00分－24時30分                           | 独立UHF局  | E!TV節目                                        |
| 栃木县                | 栃木電視台            | 2011年10月1日－12月24日       | 星期六 24時00分－24時30分                           | 独立UHF局  |                                                 |
| 群馬县                | 群馬電視台            | 2011年10月1日－12月24日       | 星期六 24時00分－24時30分                           | 独立UHF局  |                                                 |
| 日本以外              | NICONICO動畫          | 2011年10月1日－12月24日       | 星期六 24時30分 更新                                | 網路電視   | 全8國語言，有字幕，於1週內配信 日本國內無法收看 |
| 埼玉县                | 埼玉電視台            | 2011年10月1日－12月24日       | 星期六 25時35分－26時05分                           | 獨立UHF局  |                                                 |
| 愛知县                | 愛知電視台            | 2011年10月1日－12月24日       | 星期六 25時50分－26時20分                           | 东京电视网 |                                                 |
| 近畿广域圈            | 毎日放送              | 2011年10月1日－12月24日       | 星期六 26時28分－26時58分                           | 日本新聞網 | Anishower第2部                                  |
| 千葉县                | 千葉電視台            | 2011年10月2日－12月25日       | 星期日 25時00分－25時30分                           | 独立UHF局  |                                                 |
| 神奈川县              | 神奈川電視台          | 2011年10月2日－12月25日       | 星期日 25時00分－25時30分                           | 独立UHF局  |                                                 |
| 北海道                | TV北海道              | 2011年10月4日－12月27日       | 星期二 26時00分－26時30分                           | 东京电视网 |                                                 |
| 福岡县                | TVQ九州放送           | 2011年10月5日－12月28日       | 星期三 25時43分－26時13分                           | 东京电视网 |                                                 |
| 日本全国              | BS11                  | 2011年10月7日－12月30日       | 星期五 24時00分－24時30分                           | 衛星電視   |                                                 |
| 日本全国              | NICONICO動畫          | 2011年10月7日－12月30日       | 星期五 25時00分 更新                                | 網路電視   | 日本國外無法收看                                |
| 日本全国              | KIDS STATION          | 2011年10月14日－2012年1月20日 | 星期五 24時00分－24時30分                           | 衛星電視   | 有重播                                          |
| 香港                  | now 101台             | 2013年11月7日－11月22日       | 星期四、五 23時30分－24時30分                       | 寬頻電視   | UTC+8 兩集連播 有重播 雙語廣播                  |
| 香港                  | now 香港台            | 2014年11月2日－12月21日       | 星期六 24時00分－25時00分                           | 寬頻電視   | UTC+8 兩集連播 有重播 雙語廣播                  |
| 香港                  | 香港電視網絡 點播頻道 | 2014年12月22日－2015年1月5日  | 星期一 06時00分 更新                                | 網路電視   | UTC+8 每次上載一星期最新集數                    |
| 香港                  | 香港電視網絡 直播頻道 | 2014年12月27日－2015年1月9日  | 星期一至日 23時30分－24時00分                       | 網路電視   | UTC+8 粵語廣播 有重播 第1話分拆兩集播放         |
| 第一期總集篇「Remix」 |                       |                               |                                                     |            |                                                 |
| 東京都                | TOKYO MX              | 2012年3月24日、3月31日        | 星期六 24時00分－24時30分                           | 独立UHF局  | E!TV節目                                        |
| 栃木縣                | 栃木電視台            | 2012年3月24日、3月31日        | 星期六 24時00分－24時30分                           | 独立UHF局  |                                                 |
| 群馬縣                | 群馬電視台            | 2012年3月24日、3月31日        | 星期六 24時00分－24時30分                           | 独立UHF局  |                                                 |
| 埼玉縣                | 埼玉電視台            | 2012年3月24日、3月31日        | 星期六 25時35分－26時05分                           | 独立UHF局  |                                                 |
| 愛知縣                | 愛知電視台            | 2012年3月24日 2012年4月4日    | 星期六 25時50分－26時20分 星期三 27時00分－27時30分 | 东京电视网 |                                                 |
| 近畿廣域圈            | 毎日放送              | 3月24日 2012年3月31日         | 星期六 26時43分－27時13分 星期六 26時13分－26時43分 | 日本新聞網 | Anime shower第2部                               |
| 千葉縣                | 千葉電視台            | 2012年3月25日、4月1日         | 星期日 25時00分－25時30分                           | 独立UHF局  |                                                 |
| 神奈川県              | 神奈川電視台          | 2012年3月25日、4月1日         | 星期日 25時00分－25時30分                           | 独立UHF局  |                                                 |
| 北海道                | TV北海道              | 2012年3月27日 2012年4月3日    | 星期二 27時00分－27時30分 星期二 26時00分－26時30分 | 东京电视网 |                                                 |
| 福岡縣                | TVQ九州放送           | 2012年3月28日 2012年4月4日    | 星期三 26時13分－26時43分 星期三 25時43分－26時13分 | 东京电视网 |                                                 |
| 日本全國              | BS11                  | 2012年3月31日 2012年4月7日    | 星期六 23時30分－24時00分 星期六 24時00分－24時30分 | 衛星電視   | ANIME+節目                                      |
| 第二期                |                       |                               |                                                     |            |                                                 |
| 東京都                | TOKYO MX              | 2012年4月7日－6月23日         | 星期六 24時00分－24時30分                           | 獨立UHF局  | E!TV節目                                        |
| 神奈川縣              | 神奈川電視台          | 2012年4月7日－6月23日         | 星期六 24時00分－24時30分                           | 獨立UHF局  |                                                 |
| 栃木縣                | 栃木電視台            | 2012年4月7日－6月23日         | 星期六 24時00分－24時30分                           | 獨立UHF局  |                                                 |
| 群馬縣                | 群馬電視台            | 2012年4月7日－6月23日         | 星期六 24時00分－24時30分                           | 獨立UHF局  |                                                 |
| 日本以外              | NICONICO動畫          | 2012年4月7日－6月23日         | 星期六 24時30分 更新                                | 網路電視   | 全8國語言，有字幕，於1週內配信 日本國內無法收看 |
| 埼玉縣                | 埼玉電視台            | 2012年4月7日－6月23日         | 星期六 25時30分－26時00分                           | 獨立UHF局  |                                                 |
| 愛知縣                | 愛知電視台            | 2012年4月7日－6月23日         | 星期六 25時50分－26時20分                           | 東京電視網 |                                                 |
| 近畿廣域圈            | 每日放送              | 2012年4月7日－6月23日         | 星期六 26時28分－26時58分                           | 日本新聞網 | Anishower第2部                                  |
| 千葉縣                | 千葉電視台            | 2012年4月8日－6月24日         | 星期日 25時00分－25時30分                           | 獨立UHF局  |                                                 |
| 北海道                | TV北海道              | 2012年4月10日－6月26日        | 星期二 26時00分－26時30分                           | 東京電視網 |                                                 |
| 福岡縣                | TVQ九州放送           | 2012年4月11日－6月27日        | 星期三 25時43分－26時13分                           | 東京電視網 |                                                 |
| 日本全國              | BS11                  | 2012年4月14日－6月30日        | 星期六 24時00分－24時30分                           | 衛星電視   | ANIME+節目                                      |
| 日本全國              | NICONICO動畫          | 2012年4月14日－6月30日        | 星期六 24時30分 更新                                | 網路電視   | 日本國外無法收看                                |
| 日本全國              | KIDS STATION          | 2012年4月23日－7月9日         | 星期一 24時00分－24時30分                           | 衛星電視   | 有重播                                          |
| 香港                  | now 101台             | 2013年11月28日－12月19日      | 星期四、五 23時30分－24時30分                       | 寬頻電視   | UTC+8 兩集連播 有重播 雙語廣播                  |
| 香港                  | now 香港台            | 2014年12月28日－2015年1月31日 | 星期六 24時00分－25時00分                           | 寬頻電視   | UTC+8 兩集連播 有重播 雙語廣播                  |
| 香港                  | 香港電視網絡 點播頻道 | 2015年1月5日－1月19日         | 星期一 06時00分 更新                                | 網路電視   | UTC+8 每次上載一星期最新集數                    |
| 香港                  | 香港電視網絡 直播頻道 | 2015年1月10日－1月21日        | 星期一至日 23時30分－24時00分                       | 網路電視   | UTC+8 粵語廣播 有重播                           |

| TOKYO MX 星期六 24:00－24:30 節目 | TOKYO MX 星期六 24:00－24:30 節目                                                      | TOKYO MX 星期六 24:00－24:30 節目 |
| --------------------------------- | -------------------------------------------------------------------------------------- | --------------------------------- |
|                                   | Fate/Zero 第1季 （2011年10月1日－12月24日）                                            |                                   |
| 歌之王子殿下 MAJI LOVE1000%       | 偽物語                                                                                 |                                   |
| TOKYO MX 星期六 24:00－24:30 節目 |                                                                                        |                                   |
| 偽物語                            | Fate/Zero Remix （2012年3月24日－3月31日） ↓ Fate/Zero 第2季 （2012年4月7日－6月23日） | 刀劍神域                          |

| 衛視中文台 星期一至五 06:00－06:30 節目 | 衛視中文台 星期一至五 06:00－06:30 節目 | 衛視中文台 星期一至五 06:00－06:30 節目 |
| --------------------------------------- | --------------------------------------- | --------------------------------------- |
|                                         | 命運 （2013年5月31日－7月4日）          |                                         |
| Fate/stay night                         | 航海王 重播                             |                                         |

| now 101台 星期四、五 23:30－24:30 節目 | now 101台 星期四、五 23:30－24:30 節目         | now 101台 星期四、五 23:30－24:30 節目 |
| -------------------------------------- | ---------------------------------------------- | -------------------------------------- |
|                                        | Fate/Zero 第1、2季 （2013年11月7日－12月19日） |                                        |
| 新增動畫時段                           | 軍火女王 第1、2季                              |                                        |

| now香港台 星期六 24:00－25:00 節目 11月8日 25:00－26:00 11月29日 暫停播映 12月20日 24:05－25:05 1月17日起 24:30－25:30 | now香港台 星期六 24:00－25:00 節目 11月8日 25:00－26:00 11月29日 暫停播映 12月20日 24:05－25:05 1月17日起 24:30－25:30 | now香港台 星期六 24:00－25:00 節目 11月8日 25:00－26:00 11月29日 暫停播映 12月20日 24:05－25:05 1月17日起 24:30－25:30 |
| --- | --- | --- |
| | Fate/Zero 第1、2季 （2014年11月1日－2015年1月31日）                                                                    | |
| 維他命師 （24:00－24:30）小宇宙33號 （24:30－25:30）                                                                   | 衛子夫 （24:30－26:30）                                                                                                | |

| 香港電視網絡 星期一至日 23:30－24:00 節目 12月27日、1月3日、1月10日、1月17日 23:35－24:00 | 香港電視網絡 星期一至日 23:30－24:00 節目 12月27日、1月3日、1月10日、1月17日 23:35－24:00 | 香港電視網絡 星期一至日 23:30－24:00 節目 12月27日、1月3日、1月10日、1月17日 23:35－24:00 |
| ----------------------------------------------------------------------------------------- | ----------------------------------------------------------------------------------------- | ----------------------------------------------------------------------------------------- |
|                                                                                           | 命運/零話 第1、2季 （2014年12月27日－1月21日）                                            |                                                                                           |
| 罪惡王冠                                                                                  | 信蜂 第1、2輯                                                                             |                                                                                           |

### 發售光碟

#### DVD&BD
| 卷數         | 發售日期       | 收錄話數       | 規格编號        | 官方定價  |
| DVD出租版    | DVD出租版      | DVD出租版      | DVD出租版       | DVD出租版 |
| ------------ | -------------- | -------------- | --------------- | --------- |
| 1            | 2011年12月21日 | 第1話          | ANRB-9421       | 不適用    |
| 2            | 2012年1月25日  | 第2話～第4話   | ANRB-9422       | 不適用    |
| 3            | 2012年2月22日  | 第5話～第7話   | ANRB-9423       | 不適用    |
| 4            | 2012年3月21日  | 第8話～第10話  | ANRB-9424       | 不適用    |
| 5            | 2012年4月25日  | 第11話～第13話 | ANRB-9425       | 不適用    |
| 6            | 2012年6月27日  | 第14話～第16話 | ANRB-9426       | 不適用    |
| 7            | 2012年7月25日  | 第17話～第19話 | ANRB-9427       | 不適用    |
| 8            | 2012年8月22日  | 第20話～第22話 | ANRB-9428       | 不適用    |
| 9            | 2012年9月26日  | 第23話～第25話 | ANRB-9429       | 不適用    |
| BD-BOX       |                |                |                 |           |
| I            | 2012年3月7日   | 第1話～第13話  | ANZX-9431～9437 | ￥39,900  |
| II           | 2012年9月19日  | 第14話～第25話 | ANZX-9441～9447 | ￥35,700  |
| BD-BOX標準版 |                |                |                 |           |
|              | 2017年9月20日  | 全25話         | ANSX-1343       | ￥127,000 |

#### BD映像特典
「拜託了！愛因茲貝倫諮詢室（お願い!アインツベルン相談室）」為《Fate/Zero》BD-BOX各卷收錄的映像特典，全６話，總長90分鐘，副標題為「Tiger/Zero」。第1話～第3話收錄於BD-BOX I，而BD-BOX II收錄第4話～第6話。
| 卷數 | 日文標題 | 中文標題                         | 劇本     | 分鏡         | 演出     | 作畫監督            |
| ---- | -------- | -------------------------------- | -------- | ------------ | -------- | ------------------- |
| I    |          | 拜託了！愛因茲貝倫諮詢室 第1部份 | 奈須蘑菇 | 武内崇 BLACK | 松田成志 | 藤崎静香            |
| I    |          | 拜託了！愛因茲貝倫諮詢室 第2部份 | 奈須蘑菇 | BLACK        | 松田成志 | 藤崎静香            |
| I    |          | 拜託了！愛因茲貝倫諮詢室 第3部份 | 奈須蘑菇 | BLACK        | 野中阿斗 | 藤崎静香            |
| II   |          | 拜託了！愛因茲貝倫諮詢室 第4部份 | 奈須蘑菇 | 栖原隆史     | 栖原隆史 | 藤崎静香 瀬来由加子 |
| II   |          | 拜託了！愛因茲貝倫諮詢室 第5部份 | 奈須蘑菇 | 栖原隆史     | 白井俊行 | 藤崎静香 瀬来由加子 |
| II   |          | 拜託了！愛因茲貝倫諮詢室 第6部份 | 奈須蘑菇 | 野中阿斗     | 野中阿斗 | 藤崎静香 瀬来由加子 |

### 動畫視覺手冊
2012年3月26日發售、ISBN 978-4-04-110129-2
2012年11月6日發售、ISBN 978-4-04-110308-1

### 評價
網路名人Gigguk在他主持的YouTube影評頻道中分析，《Fate/Zero》是一場7對7的生存遊戲，分7頭進行的腦力策略遊戲。登場人物都是成熟的大人，避免了時下流行動畫的套路。作品重新定義了「何為英雄」，是一部史詩，是一部幾乎完美的傑作（之所以未能達到完美，是因為「作為一個前傳，不得不為了本傳做鋪墊」）。做為近年來最佳的動畫，各方面的表現皆屬一流。總評9.5分（滿分10分），一言以蔽之：「成熟」。
- Newtype Anime Award 2012
  - 配樂賞：梶浦由記
  - CM賞
  - 男性聲優賞：大塚明夫（騎兵）
  - 男性角色賞：騎兵
  - 工作室賞：ufotable
  - 作品賞（TV部門）
- 2015年SUGOI JAPAN Award
  - 輕小說部門第6名
- NHK「日本動畫100」
  - 「最佳動畫100」第50名

## 衍生作品

### 短篇電影
命運/零話咖啡廳
在動畫情報誌「Newtype」定期連載中的輕鬆搞笑作品，由TYPE-MOON與ufotable一同製作的四格漫畫。故事描述一間咖啡簡餐店的店長Saber帶領著廚師Lancer、外場服務生Assasin，以及兩位個性迥異的工讀生維瓦和龍之介，每天為了應付五花八門的客人而過著辛苦卻又充實的日子。本片和《空之境界 第一章 俯瞰風景 3D立體版》共同上映。

### 廣播劇
Sound Drama Fate/Zero
- Vol.1 「第四次圣杯战争秘话」於2008年8月22日發行。
- Vol.2 「王者们的狂宴」於2009年1月23日發行。
- Vol.3 「散落而去的人们」於2009年8月28日發行。
- Vol.4 「煉獄之炎」於2010年1月22日發行。

### 外傳小說
《Fate/Zero外傳 Heart of Freaks》
作者：東出佑一郎，插畫：中央東口
2008年12月28日發表的Fate/Zero畫集「Fate/Zero Tribute Arts -臨終的祈禱-（Fate/Zero Tribute Arts -死にゆく者への祈り-）」收錄。

## 外部連結
- （日語）Fate/Zero官方网站（页面存档备份，存于）
- （日語）星海社文库 Fate/Zero官方网站（页面存档备份，存于）
- （日語）广播剧官方网站（页面存档备份，存于）
- （日語）Fate/Zero動畫版官方網站（页面存档备份，存于）
- （日語）NitroPlus官方网站
- （日語）TYPE-MOON官方網站